# モンテジョルジョ
モンテジョルジョ（伊: Montegiorgio）は、イタリア共和国マルケ州フェルモ県にある、人口約6,400人の基礎自治体（コムーネ）。

## 地理

### 位置・広がり
フェルモ県のコムーネ。県都フェルモから西へ15kmの距離にある。

#### 隣接コムーネ
隣接するコムーネは以下の通り。
- ベルモンテ・ピチェーノ
- ファレローネ
- フェルモ
- フランカヴィッラ・デーテ
- グロッタッツォリーナ
- マリアーノ・ディ・テンナ
- マッサ・フェルマーナ
- モンタッポーネ
- モンテ・サン・ピエトランジェリ
- モンテ・ヴィドーン・コッラード
- ラパニャーノ

### 気候分類・地震分類
モンテジョルジョにおけるイタリアの気候分類 (it) および度日は、zona E, 2120 GGである。
また、イタリアの地震リスク階級 (it) では、zona 2 (sismicità media) に分類される。

## 歴史
2009年、アスコリ・ピチェーノ県北部が分割されてフェルモ県が設置された際に、フェルモ県所属となった。

## 行政

### 分離集落
モンテジョルジョには、以下の分離集落（フラツィオーネ）がある。
- Alteta, Cerreto, Monteverde, Piane